# Benairia
Benairia là một đô thị thuộc tỉnh Chlef, Algérie. Dân số thời điểm năm 2002 là 13.509 người.